# Mesochria buxtoniana
Espèce
Mesochria buxtoniana est une espèce de diptères de la famille des Anisopodidae.

## Répartition
Cette espèce a été découverte aux Samoa